# Tomelilla församling
Tomelilla församling var en församling i Lunds stift och i Tomelilla kommun. Församlingen uppgick 2002 i Tomelillabygdens församling.

## Administrativ historik
Församlingen bildades 1926 genom utbrytning ur Tryde församling och en mindre del ur Ullstorps församling. 
Församlingen var till 1962 i pastorat med Tryde och Spjutstorps församlingar, före 1940 som annexförsamling, sedan som moderförsamling. Från 1962 till 2002 var den i pastorat med Tryde, Ramsåsa, Ullstorps och Benestads församlingar, där Tryde församling var moderförsamling mellan 1 oktober 1976 och 25 april 1985 och Tomelilla församling före och efter den tiden. Församlingen uppgick 2002 i Tomelillabygdens församling.

## Organister
| Verksam | Namn               | Levnadstid | Övrigt |
| ------- | ------------------ | ---------- | ------ |
| 1952–   | Eric Alfred Willén | 1910–      | [ 4 ]  |

## Kyrkor
- Tomelilla kyrka